# Microregione di João Pessoa
João Pessoa è una microregione dello Stato di Paraíba in Brasile, appartenente alla mesoregione di Zona da Mata Paraibana.

## Comuni
Comprende 6 comuni:
- Bayeux
- Cabedelo
- Conde
- João Pessoa
- Lucena
- Santa Rita